# Припортовые станции

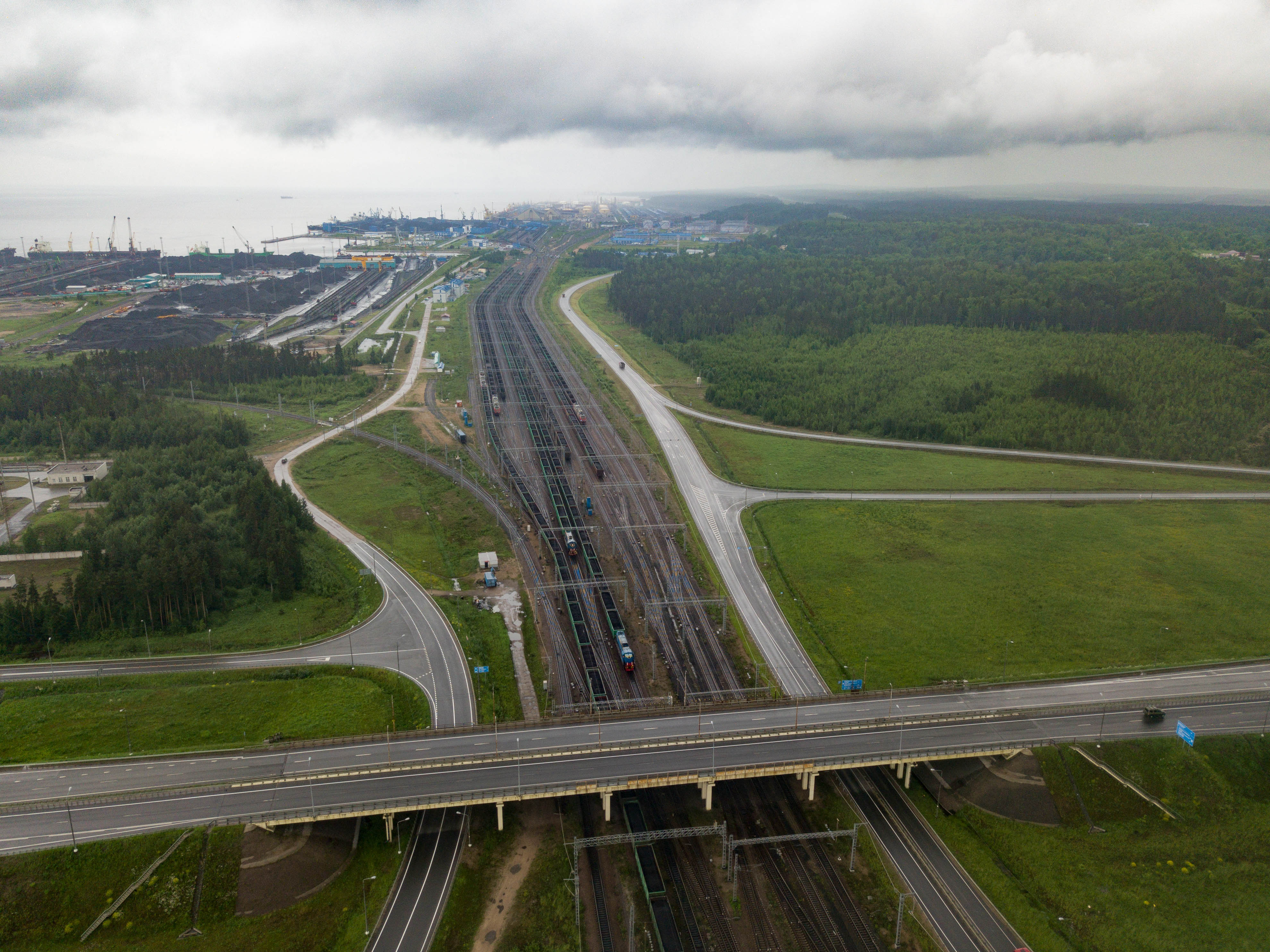
Станция Лужская-Северная — одна из припортовых станций порта Усть-Луга

Припортовые станции — грузовые железнодорожные станции, обслуживающие морские или речные порты. Припортовые станции в зависимости от их функционального назначения подразделяются на предпортовые сортировочные станции и портовые станции.
Предпортовая сортировочная станция (ПСС) выполняет работу по приёму, отправлению и расформированию сквозных, участковых и других поездов. Портовая станция (ПС) предназначена для организации передаточного движения между ПСС и портом при значительном (более 5 км) расстоянии между ними.
Припортовые станции в комплексе с причальными (прикордонными и тыловыми) железнодорожными путями образуют припортовые железнодорожные узлы. Крупнейшим узлом такого рода в России является Санкт-Петербургский железнодорожный узел (он же первый в России по времени возникновения). В нём предпортовой станцией является станция Предпортовая, портовыми станциями — Автово и Новый Порт.
Советский справочник 1941 года «Технический железнодорожный словарь» вводит такую классификацию припортовых станций: 

- ПОРТОВАЯ СТАНЦИЯ — устраивается на территории морского или речного порта и предназначается для детальной сортировки вагонов, прибывающих для перегрузки грузов на морские или речные суда, подачи и расстановки этих вагонов по путям вдоль причальных линий, сборки вагонов, погруженных у причалов, формирования поездов на линию, сборки и отправления порожняка. П. с. устраиваются в больших портах с крупным грузооборотом.

- СТАНЦИЯ ПРЕДПОРТОВАЯ — грузовая сортировочная станция, устраиваемая на подходах жел.-дор. линий вблизи крупного морского или речного порта, имеющего ряд гаваней, бассейнов, пирсов и набережных, специально приспособленных для перегрузочных работ с различными грузами. С. п. служит для приема прибывающих с линий поездов, сортировки их по отдельным районам порта, формирования подач на станции, расположенные непосредственно на территории порта (портовые станции) вблизи причальных линий, сборки вагонов с этих станций и формирования поездов из вагонов, загруженных в порту для отправки на линию.